# مونيكا هلفر
مونيكا هلفر Monika Helfer (ولدت في مقاطعة فورآلبرج في غرب النمسا في 18 أكتوبر 1947) هي كاتبة روائية نمساوية.
تزوجت مونيكا هلفر بالكاتب النمساوي ميشائيل كولماير, وهي تعيش وتعمل حاليا في مدينة هوهينيمس Hohenems.

## من أعمالها
- في الواقع لقد ولدت في الثلج 1977
- أولاد أشقياء 1984 (وقد حول إلى فيلم سينمائي)
- ابن الأخت 1991
- أوسكار وليلي 1994
- الأميرة الصغيرة 1995
- حين تأتي العروس 1998
- وحوش في الربيع 1999
- قاتلي 1999
- روزي في نيويورك 2002
- روزي في فيينا 2004

## روابط خارجية
- مونيكا هلفر على موقع IMDb (الإنجليزية)
- مونيكا هلفر على موقع مونزينجر (الألمانية)
- مونيكا هلفر على موقع كينوبويسك (الروسية)